# Зав'яловський район (Алтайський край)
Зав'я́ловський район (рос. Завьяловский район) — район у складі Алтайського краю Російської Федерації.
Адміністративний центр — село Зав'ялово.

## Історія
Район утворений 1925 року.
1944 року 6 сільрад району були передані до складу новоствореного Романовського району.

## Населення
Населення — 17531 особа (2019; 19305 в 2010, 22389 у 2002).

## Адміністративний поділ
Район адміністративно поділяється на 12 сільських поселень (сільрад):
| Поселення                   | Площа, км² | Населення, осіб (2002) | Населення, осіб (2010) | Населення, осіб (2019) | Центр        | Населені пункти |
| --------------------------- | ---------- | ---------------------- | ---------------------- | ---------------------- | ------------ | --------------- |
| Гільовська сільська рада    | 160,44     | 1638                   | 1306                   | 1166                   | Гільовка     | 1               |
| Глибоківська сільська рада  | 304,39     | 2072                   | 1816                   | 1638                   | Глибоке      | 3               |
| Гоноховська сільська рада   | 265,17     | 2302                   | 1907                   | 1742                   | Гонохово     | 2               |
| Зав'яловська сільська рада  | 302,91     | 7748                   | 7153                   | 6718                   | Зав'ялово    | 2               |
| Комишенська сільська рада   | 128,46     | 1113                   | 928                    | 860                    | Комишенка    | 1               |
| Малиновська сільська рада   | 21,71      | 1608                   | 1345                   | 1217                   | Малиновський | 1               |
| Овечкинська сільська рада   | 199,37     | 1057                   | 784                    | 660                    | Овечкино     | 2               |
| Світлівська сільська рада   | 136,77     | 683                    | 556                    | 513                    | Світле       | 1               |
| Тумановська сільська рада   | 128,83     | 510                    | 397                    | 310                    | Тумановський | 1               |
| Харитоновська сільська рада | 251,06     | 1434                   | 1166                   | 951                    | Харитоново   | 1               |
| Чернавська сільська рада    | 129,96     | 791                    | 655                    | 519                    | Чернавка     | 2               |
| Чистоозерська сільська рада | 194,80     | 1433                   | 1292                   | 1237                   | Чистоозерка  | 1               |

## Найбільші населені пункти
Нижче подано список населених пунктів з чисельністю населенням понад 1000 осіб:
| № | Населений пункт | Населення, осіб (2002) | Населення, осіб (2010) |
| - | --------------- | ---------------------- | ---------------------- |
| 1 | Зав'ялово       | 7451                   | 6928                   |
| 2 | Гонохово        | 2149                   | 1808                   |
| 3 | Глибоке         | 1747                   | 1562                   |
| 4 | Малиновський    | 1608                   | 1345                   |
| 5 | Гільовка        | 1638                   | 1306                   |
| 6 | Чистоозерка     | 1433                   | 1292                   |
| 7 | Харитоново      | 1434                   | 1166                   |